# Craspedoxantha octopunctata
Craspedoxantha octopunctata är en tvåvingeart som beskrevs av Mario Bezzi 1913. Craspedoxantha octopunctata ingår i släktet Craspedoxantha och familjen borrflugor. Inga underarter finns listade i Catalogue of Life.